# レファムリン
レファムリン（英：Lefamulin）はXenletaという商品名で販売されており、成人の市中肺炎の治療に用いられる抗生物質である。 経口投与若しくは静脈注射する.。
比較的よくみられる副作用には、下痢、吐き気、注射部位の痛み、肝炎などがある。細菌のリボソームの大サブユニットを阻害するプレウロムチリン系抗生物質である。
レファムリンは、米国では2019年8月に医療用として承認され、欧州連合では2020年7月に承認された。

## 医療用
レファムリンは、成人の市中感染性細菌性肺炎の治療に使用される[5][6][3]。また、 acute bacterial skin and skin-structure infections（ABSSSI）の治療用としても研究された。

### 抗菌スペクトル
レファムリンは、in vitroで肺炎レンサ球菌、viridans group Streptococci,、モラクセラ・カタラーリス、Enterococcus faecium、メチシリン耐性黄色ブドウ球菌（MRSA）、その他の細菌に対して活性がある。

## 歴史
Nabriva Therapeuticsにより開発され、2019年に米国で承認された。2014年にはアメリカ食品医薬品局（FDA）からfast trackの認定を受けている。プレウロムチリン抗生物質は1950年代に初めて開発されたが、レファムリンはヒトの細菌感染の全身治療に使用された最初の抗生物質である。

## 社会と文化

### 法的位置づけ
レファムリンは米国では2019年8月に、欧州連合では2020年7月に医療用として承認された。